# Caroline Lind
Caroline Lind, född den 11 oktober 1982 i Greensboro, North Carolina i USA, är en amerikansk roddare.
Hon tog OS-guld i åtta med styrman i samband med de olympiska roddtävlingarna 2012 i London.